# Эллис, Джимми
Джеймс Альберт Эллис (англ. James Albert Ellis; 24 февраля 1940, Луисвилл, Кентукки — 6 мая 2014, там же) — американский боксёр-профессионал, чемпион мира в тяжёлом весе.

## Спортивная карьера
На любительском уровне дважды встречался с Мохаммедом Али, и в одной из этих встреч одержал победу.
Завоевал титул WBA в 1968 году, нокаутировав Джерри Куорри и защитил его в бою против Флойда Паттерсона.
В 1970 году в объединительном поединке был побежден Джо Фрейзером.
В 1971 году проиграл техническим нокаутом в 12 раунде Мухаммеду Али.
Свой последний поединок выиграл, нокаутировав джорнимена Карла Бэйкера в 1 раунде. До этого он ещё раз встречался с Джо Фрейзером, которому вновь проиграл техническим нокаутом.
Всего им проведено 53 боя, из них — выиграл 40, проиграл — 12, 1 бой — без решения.
В 1975 году завершил профессиональную спортивную карьеру. Некоторое время занимался тренерской деятельностью, а затем работал в парке родного города Луисвилля.

## Результаты боёв
В таблице перечислены результаты всех поединков боксёров.
В каждой строке указан результат поединка. Дополнительно номер поединка обозначен цветом, который обозначает итог поединка. Расшифровка обозначений и цветов представлена в нижеследующей таблице.
| Пример | Расшифровка                     |
| ------ | ------------------------------- |
|        | Победа                          |
|        | Ничья                           |
|        | Поражение                       |
|        | Планируемый поединок            |
|        | Поединок признан несостоявшимся |
| КО     | Нокаут                          |
| ТКО    | Технический нокаут              |
| PTS    | Решение судей (по очкам)        |
| UD     | Единогласное решение судей      |
| MD     | Решение большинства судей       |
| SD     | Раздельное решение судей        |
| RTD    | Отказ от продолжения боя        |
| DQ     | Дисквалификация                 |
| NC     | Поединок признан несостоявшимся |

| 53 поединка, 40 побед (24 нокаутом), 12 поражений, 1 ничья. | 53 поединка, 40 побед (24 нокаутом), 12 поражений, 1 ничья. | 53 поединка, 40 побед (24 нокаутом), 12 поражений, 1 ничья. | 53 поединка, 40 побед (24 нокаутом), 12 поражений, 1 ничья. | 53 поединка, 40 побед (24 нокаутом), 12 поражений, 1 ничья. | 53 поединка, 40 побед (24 нокаутом), 12 поражений, 1 ничья. | 53 поединка, 40 побед (24 нокаутом), 12 поражений, 1 ничья. |
| Бой                                                         | Рекорд                                                      | Дата боя                                                    | Соперник                                                    | Место проведения боя                                        | Раундов, время                                              | Примечание                                                  |
| ----------------------------------------------------------- | ----------------------------------------------------------- | ----------------------------------------------------------- | ----------------------------------------------------------- | ----------------------------------------------------------- | ----------------------------------------------------------- | ----------------------------------------------------------- |
| 53                                                          | 40-12-1                                                     | 6 мая 1975                                                  | Карл Бейкер                                                 | Флорида, США                                                | KO 1 (10), 2:48                                             |                                                             |